# Matyáš Jachnicki
Matyáš Jachnicki (16. května 1999) je český volejbalista. Hraje na pozici smečaře. V sezóně 2018/2019 byl týmovým hráčem Kladno volejbal cz. V současnosti působí v klubu Aero Odolena Voda.
V sezóně 2018/2019 si zahrál finále Český pohár. V roce 2018 vyhrál Český pohár juniorů. V roce 2019 se zúčastnil mistrovství světa juniorů v plážovém volejbalu.